# ビオレント・ジャック
ビオレント・ジャック（Violento Jack、1989年8月21日 - ）は、メキシコのプロレスラー。タバスコ州出身。

## 経歴
10代前半から同級生のアエロボーイらとバックヤードスタイルのプロレスを始め、その後はハードコアを中心とする団体であるDTUなどで活動。
2012年12月、プロレスリングFREEDOMS「葛西純プロデュース興行 Blood X'mas2012」にアエロボーイとともに初来日。
2016年7月13日、FREEDOMS後楽園ホール大会において、葛西純を破りKING of FREEDOM WORLD王座を獲得。
2021年ヴァンベール・ネグロが立ち上げたMY WAYとの「FREEDOMS対MYWAY団体対抗戦」で16歳の甥っ子がメキシコでプロレスラーとなったことを報告。同日対戦相手を務めたユーセー☆エストレージャー（16歳）にいつか自分の甥っ子と戦ってほしいとのマイクアピールを行った。
2021年現在は一年の大半を日本で生活し、FREEDOMSのシリーズにフル参戦している。
メキシコ出身ではあるが、日本人がメキシカンプロレス（ルチャリブレ）としてイメージしがちな空中殺法ではなく、パワフルなファイトを得意とするデスマッチレスラーである。

## 人物
- 日本語が非常に堪能であり、今では日常会話や読み書きを難なくこなすことができる。
- カレーライスが大好物であり、本人がプロデュースしたレトルトカレーが発売された[2]。

## 得意技
パッケージ・パイルドライバー
アマトゥラン
みちのくドライバーII
メキシカンストレッチ
スワントーンボム
フロッグスプラッシュ

## タイトル歴
プロレスリングFREEDOMS
- KING of FREEDOM WORLD王座: 3回（第7代、第9代、第13代）
- KFCタッグ王座: 3回　(第14代・第15代・第16代）パートナーは正岡大介→正岡大介→マンモス佐々木

DTU
- DTUエクストリームチャンピオンシップ: 2回（第6代、第15代）

ペロス・デル・マール
- ペロス・デル・マール・エクストリーム

## 入場曲
- "Andamos Armados"